# Polygala macrobotrya
Polygala macrobotrya är en jungfrulinsväxtart som beskrevs av Karel Domin. Polygala macrobotrya ingår i släktet jungfrulinssläktet, och familjen jungfrulinsväxter. Inga underarter finns listade i Catalogue of Life.